# 이나시
이나시(일본어: 伊那市)는 일본 나가노현 남부의 이나 골짜기 북부에 있는 시이다. 2006년 3월 31일에 다카토정과 하세촌을 합병하였다.

## 지리
동쪽으로 아카이시산맥(남알프스), 서쪽으로 기소산맥(중앙알프스)이 우뚝 솟아 있는 가운데, 중앙부에는 북쪽에서 남쪽을 향해 덴류강이 종단한다. 최고 해발 지점은 동남부에 위치하는 남알프스의 시오미다케 동쪽 봉우리(3,052m)이다.
덴류강을 따라서 도카이 여객철도 이다선, 국도 153호선이 지나고 시가지는 이나시역을 중심으로 형성되어 있다. 다카토정, 하세 지구는 남알프스와 이나 산지 사이 주오 구조선상에 위치한다.

## 인접하는 자치체
- 나가노현
  - 고마가네시
  - 시오지리시
  - 스와시
  - 지노시
  - 스와군 후지미정
  - 가미이나군 미노와정, 미나미미노와촌, 미야다촌
  - 시모이나군 오시카촌
  - 기소군 기소정

- 야마나시현
  - 미나미알프스시
  - 호쿠토시

- 시즈오카현
  - 시즈오카시(아오이구)

## 역사
- 1889년 4월 1일 - 시정촌제 시행으로 이나촌이 성립하였다.
- 1897년 10월 15일 - 정으로 승격하였다.
- 1954년 4월 1일 - 이나정과 도미가타촌, 미스즈촌, 데라촌, 히가시하루치카촌, 니시미노와촌이 합병해 이나시가 되었다.
- 2006년 3월 31일 - 다카토정·하세촌을 합병하였다.

## 교통

### 철도
- 도카이 여객철도 이다선

### 도로
- 주오 자동차도
- 국도 152호선
- 국도 153호선
- 국도 361호선

## 인구
| 연도 | 인구   | ±%     |
| ---- | ------ | ------ |
| 1940 | 60,997 | —      |
| 1950 | 72,314 | +18.6% |
| 1960 | 68,691 | −5.0%  |
| 1970 | 65,347 | −4.9%  |
| 1980 | 67,544 | +3.4%  |
| 1990 | 70,639 | +4.6%  |
| 2000 | 71,552 | +1.3%  |
| 2010 | 71,100 | −0.6%  |

## 기후
| 이나시의 기후                                                | 이나시의 기후 | 이나시의 기후 | 이나시의 기후 | 이나시의 기후 | 이나시의 기후 | 이나시의 기후 | 이나시의 기후 | 이나시의 기후 | 이나시의 기후 | 이나시의 기후 | 이나시의 기후 | 이나시의 기후 | 이나시의 기후 |
| 월                                                           | 1월           | 2월           | 3월           | 4월           | 5월           | 6월           | 7월           | 8월           | 9월           | 10월          | 11월          | 12월          | 연간          |
| ------------------------------------------------------------ | ------------- | ------------- | ------------- | ------------- | ------------- | ------------- | ------------- | ------------- | ------------- | ------------- | ------------- | ------------- | ------------- |
| 역대 최고 기온 °C (°F)                                       | 15.5 (59.9)   | 19.3 (66.7)   | 25.5 (77.9)   | 29.0 (84.2)   | 31.8 (89.2)   | 33.8 (92.8)   | 37.2 (99.0)   | 37.2 (99.0)   | 35.3 (95.5)   | 30.2 (86.4)   | 24.3 (75.7)   | 19.4 (66.9)   | 37.2 (99.0)   |
| 일평균 최고 기온 °C (°F)                                     | 5.0 (41.0)    | 6.6 (43.9)    | 11.1 (52.0)   | 17.4 (63.3)   | 22.6 (72.7)   | 25.3 (77.5)   | 28.6 (83.5)   | 30.2 (86.4)   | 25.8 (78.4)   | 19.9 (67.8)   | 13.7 (56.7)   | 7.8 (46.0)    | 17.8 (64.1)   |
| 일일 평균 기온 °C (°F)                                       | −0.7 (30.7)   | 0.4 (32.7)    | 4.4 (39.9)    | 10.3 (50.5)   | 15.9 (60.6)   | 19.5 (67.1)   | 23.2 (73.8)   | 24.0 (75.2)   | 19.9 (67.8)   | 13.6 (56.5)   | 7.2 (45.0)    | 1.9 (35.4)    | 11.6 (52.9)   |
| 일평균 최저 기온 °C (°F)                                     | −6.2 (20.8)   | −5.4 (22.3)   | −1.7 (28.9)   | 3.6 (38.5)    | 9.8 (49.6)    | 14.8 (58.6)   | 18.9 (66.0)   | 19.5 (67.1)   | 15.4 (59.7)   | 8.4 (47.1)    | 1.6 (34.9)    | −3.3 (26.1)   | 6.3 (43.3)    |
| 역대 최저 기온 °C (°F)                                       | −17.9 (−0.2)  | −17.2 (1.0)   | −13.6 (7.5)   | −12.5 (9.5)   | 0.3 (32.5)    | 6.5 (43.7)    | 12.3 (54.1)   | 11.2 (52.2)   | 3.2 (37.8)    | −3.5 (25.7)   | −7.2 (19.0)   | −13.3 (8.1)   | −17.9 (−0.2)  |
| 평균 강수량 mm (인치)                                        | 48.9 (1.93)   | 70.4 (2.77)   | 121.5 (4.78)  | 125.1 (4.93)  | 143.6 (5.65)  | 185.3 (7.30)  | 194.5 (7.66)  | 131.7 (5.19)  | 169.6 (6.68)  | 148.7 (5.85)  | 90.1 (3.55)   | 57.4 (2.26)   | 1,454 (57.24) |
| 평균 강수일수 (≥ 1.0 mm)                                     | 5.4           | 5.9           | 9.2           | 9.5           | 9.8           | 12.7          | 12.6          | 10.0          | 10.4          | 9.3           | 7.4           | 6.1           | 108.3         |
| 평균 월간 일조시간                                           | 162.2         | 166.5         | 187.7         | 197.2         | 206.2         | 158.9         | 167.6         | 207.5         | 158.8         | 165.3         | 156.4         | 151.6         | 2,094.2       |
| 출처: 일본 기상청 (평년값: 1993년~2020년, 극값: 1993년~현재) |               |               |               |               |               |               |               |               |               |               |               |               |               |